# Wanderers Golf Club
De Wanderers Golf Club is een golfclub in Johannesburg, Zuid-Afrika, die opgericht werd in 1939. De golfbaan werd ontworpen door de golfbaanarchitect Rob O'Friel en het is een 18 holesbaan met een par van 72.
De lengte van de golfbaan is voor de heren 6194 m en voor de dames 5381 m.

## Geschiedenis
In 1937 begon Rob O'Friel om een golfbaan te ontwerpen. In 1939 werd de golfbaan officieel geopend met 10 speelbare holes. In 1942 werd de resterende 8 holes in orde gebracht en zo werd de golfbaan volledig afgewerkt.
Op 20 maart 1940 zette Bill Trollip een prestatie neer als de eerste golfer die een hole-in-one bewerkstelligd.
In 1946 organiseerde deze golfclub een eigen kampioenschap voor de heren en die werd gewonnen door V.M. Sheahan. Het eerste kampioenschap bij de dames werd gewonnen door N. Roberts.
In 1952 was Basil Shaw de eerste golfer die een albatros verwezenlijkte bij deze golfclub.

## Golftoernooien
- Zuid-Afrikaans PGA Kampioenschap (1972-1992)
- Eskom Power Cup: 2006